# Гужно (Мазовецьке воєводство)
Гужно (пол. Górzno) — село в Польщі, у гміні Гужно Гарволінського повіту Мазовецького воєводства. Населення — 627 осіб (2011).
У 1975-1998 роках село належало до Седлецького воєводства.

## Демографія
Демографічна структура станом на 31 березня 2011 року:
|          | Загалом | Допрацездатний вік | Працездатний вік | Постпрацездатний вік |
| -------- | ------- | ------------------ | ---------------- | -------------------- |
| Чоловіки | 313     | 63                 | 214              | 36                   |
| Жінки    | 314     | 68                 | 180              | 66                   |
| Разом    | 627     | 131                | 394              | 102                  |